# Relations entre l'Union européenne et l'Uruguay
Les relations entre l’Union européenne et l'Uruguay reposent sur un accord-cadre de coopération en date de 1992,. Les domaines prit en compte par l'accord sont la santé, les questions sociales, administratives et alimentaires, le développement rural, l'environnement, les investissements et le transfert de technologies.
Le document de stratégie pour l'Uruguay définit deux grandes priorités de développement : la cohésion sociale et territoriale et l'innovation.

## Sources

## Compléments